# Wężyczyn
Wężyczyn es un pueblo de Polonia, en Mazovia.  Se encuentra en el distrito (Gmina) de Latowicz, perteneciente al condado (Powiat) de Mińsk. Se encuentra aproximadamente 5 km al norte de Latowicz, a 22 km al sureste de Mińsk Mazowiecki, y a 59 km  al este de Varsovia. 
Entre 1975 y 1998 perteneció al voivodato de Siedlce.